# ジェノプラン
ジェノプラン（Genoplan Inc.）は、遺伝子分析に基づいた多様なサービスを提供するグローバルバイオテクノロジー企業である。2014年に設立され、アメリカ合衆国本社と日本法人・シンガポール法人・韓国法人にて事業展開している。

## 沿革
2014年 | 個人向け遺伝子検査市場開拓のための挑戦
- Genoplan Korea Inc.[2] 法人設立
- 2014 グローバルK-スタートアップ 3冠王受賞(グローバルK-スタートアップ最優秀賞、Qualcomm・Google特別賞、ヨズマグループ特別賞）[3][4]
- アメリカ East meet West スタートアップ大会1位受賞[5]

2015~2016年 | 個人向け遺伝子検査サービスの事業規模拡大
- Genoplan Inc. アメリカ法人設立[6]
- Genoplan Korea Inc. 国認定付設研究所認定
- Genoplan Korea Inc. 疾病管理本部に遺伝子検査機関として届出・登録
- Genoplan Japan Inc. 日本法人設立[7][8]
- Series A 資金調達[9]
- 大韓民国未来創造科学部創意挑戦型SW R&D支援事業選定[10]
- 大韓民国未来創造科学部 2015 K-Global 300 選定[11]
- 大韓民国中小ベンチャー企業部ベンチャー企業認証(~2020年)
- ヘルス&ビューティーサービス [Genoplan Fit] を開始[12]

2017年 | 個人向け遺伝子検査サービスの普及に向けた検査システムの開発・構築
- アジア初の遺伝子分析全自動化システム構築
- 遺伝子分析技術 [DPMO] の開発
- スポーツサービス [フィットネス] を開始
- Well-Being&ビューティーサービス [ウェルネス] を開始
- 疾患予測サービス [がん]、[がん+一般疾患] を開始
- ベビーサービス [キッズ] を開始

2018年 | 資金調達の成功による事業基盤の強化
- Series B 資金調達[13][14]
- Genoplan Korea Inc. 本社移転
- Microarray 分析装置の導入による遺伝子分析技術の向上[15][16]

2019~2020年 | 事業領域の拡大及び多角化のためのグローバル市場進出
- Genoplan Singapore Pte Inc. 法人設立[17]
- Genoplan Japan Inc. 東京オフィス拡張
- アラブ首長国連邦(ドバイ)、オーストラリア、台湾事業に進出
- 大韓民国中小ベンチャー企業部創業成長技術開発事業選定
- 日本最多500項目の遺伝子検査サービス [Genoplan] を開始
- 品質マネジメントシステム国際規格 ISO 9001 取得
- 情報セキュリティマネジメントシステムの国際規格 ISO 27001 取得
- 新型コロナウイルス（COVID-19）PCR検査サービスを開始[18]

## 所在地
[本社] 2140 S Dupont Highway, Camden, DE 19934, Kent County, USA
[ジェノプランジャパン] (福岡) 福岡県福岡市西区九大新町4-1 福岡市産学連携交流センター 221号室 | (東京) 東京都中央区銀座6-10-1 GINZA SIX 13階
[ジェノプランシンガポール:] 438 Alexandra Road, #17-02/03 Alexandra Point, 119958, Singapore
[ジェノプランコリア] 21F, Tower-B, KangNam Kyobo-Tower, KangNam Daero 465, Seocho-Gu, Seoul, Korea

## 事業及び販売商品
ジェノプランはバイオテクノロジー技術とデータサイエンスおよびIT技術を組み合わせて遺伝子分析に基づく研究を行っている。これにより遺伝子検査、遺伝子分析研究受託事業などを展開している。
販売商品には「ジェノプラン遺伝子検査」と「新型コロナウイルス（COVID-19）PCR検査」サービスがある。
ジェノプラン遺伝子検査
唾液からDNAを抽出し、ジェノプラン独自のカスタムチップ(Microarray)で70万個以上の遺伝子変異を分析する。個人の遺伝子型を基にがん、一般疾患、体質に関する全500項目の疾患発症リスクと体質の傾向を予測し、各個人に結果を提供する。本検査サービスを利用した顧客は、検査結果を通じて自分の遺伝的リスクを把握し、体質に応じた健康管理を計画及び実行することが可能になる。
サービスの利用方法は下記の通りである。
顧客がオンラインで検査を申し込むと、遺伝子検査キットが配送される。その後、顧客がキットに同梱された唾液採取器に直接唾液を採取する。採取が完了した検体はジェノプラン遺伝子分析研究所に返送する。検査結果は、検体がジェノプラン遺伝子分析研究所に到着した日から10営業日以内にジェノプランウェブサイト（genoplan.com）とモバイルアプリで確認できる。
新型コロナウイルス(COVID-19) PCR検査
唾液からRNAを抽出し、PCR検査により新型コロナウイルスのRNA検出有無を確認後、個人に結果を提供する。本検査サービスを利用した顧客は、医療機関を訪問せずオンラインで検査申請し、結果を確認することができる。
サービスの利用方法は下記の通りである。
顧客がオンラインで検査を申請すると、新型コロナウイルス（COVID-19）PCR検査キットが配送される。その後、顧客がキットに同梱された唾液採取器に直接唾液を採取する。 採取が完了した検体はジェノプラン遺伝子分析研究所に返送する。検査結果は、検体がジェノプラン遺伝子分析研究所に到着した時点から72時間以内にジェノプランウェブサイト（genoplan.com）とモバイルアプリで確認できる。